# Альстония
Альсто́ния (лат. Alstonia) — род растений из семейства Кутровые (Apocynaceae).

## Этимология названия
Род был назван в 1809 году шотландским ботаником Робертом Броуном в честь другого шотландского ботаника, профессора Эдинбургского университета Чарльза Олстона (1685—1760).

## Ботаническое описание
В род входят кустарники и деревья. Листья расположены по стеблю супротивно или в мутовках, обычно с выраженными жилками второго порядка.
Соцветие — верхушечный щиток, цветки мелкие, обычно беловатые. Чашечка пятираздельная, чашелистики иногда ворсистые, без желёзок. Венчик с цилиндрической трубкой, внутри ворсистой. Тычинки короткие. Завязь апокарпная, верхняя или полунижняя, голая или густоволосистая, с многочисленными семязачатками.
Плод — двойная листовка с многочисленными семенами, иногда крылатыми.

## Ареал
Представители рода известны от тропической Африки до тропической Азии, Малезии и Австралии.

## Значение
Многие виды — каучуконосы. Сок нередко используется в качестве резинки для жевания.

## Классификация

### Таксономия
Род Альстония входит в трибу Alstonieae подсемейства Rauvolfioideae семейства Кутровые (Apocynaceae) порядка Горечавкоцветные (Gentianales).
|  |                                      |  |                                                             |                                                             |                    |  | ещё 4 семейства (согласно Системе APG II) |                     |                     |         |
|  |                                      |  |                                                             |                                                             |                    |  |                                           |                     |                     | 43 вида |
|  |                                      |  |                                                             | порядок Горечавкоцветные                                    |                    |  |                                           |                     | род Альстония       |         |
|  |                                      |  |                                                             | порядок Горечавкоцветные                                    |                    |  |                                           |                     | род Альстония       |         |
|  | отдел Цветковые, или Покрытосеменные |  |                                                             |                                                             | семейство Кутровые |  |                                           |                     |                     |         |
|  | отдел Цветковые, или Покрытосеменные |  |                                                             |                                                             |                    |  |                                           |                     |                     |         |
|  |                                      |  | ещё 44 порядка цветковых растений (согласно Системе APG II) | ещё 44 порядка цветковых растений (согласно Системе APG II) |                    |  |                                           | ещё около 400 родов | ещё около 400 родов |         |
|  |                                      |  |                                                             | ещё 44 порядка цветковых растений (согласно Системе APG II) |                    |  |                                           |                     | ещё около 400 родов |         |

### Синонимы
- Blaberopus A.DC., 1844
- Pala [Rheede] A.Juss., 1810
- Winchia A.DC., 1844

### Виды
По информации базы данных The Plant List, род включает 43 вида:
- Alstonia actinophylla (A.Cunn.) K.Schum., 1895
- Alstonia angustifolia Wall. ex A.DC., 1844
- Alstonia angustiloba Miq., 1857
- Alstonia annamensis (Monach.) Sidiyasa, 1998
- Alstonia balansae Guillaumin, 1941
- Alstonia beatricis Sidiyasa, 1996
- Alstonia boonei De Wild., 1914
- Alstonia boulindaensis Boiteau, 1977
- Alstonia breviloba Sidiyasa, 1998
- Alstonia congensis Engl., 1887
- Alstonia constricta F.Muell., 1858 — Альстония малая
- Alstonia coriacea Pancher ex S.Moore, 1921
- Alstonia costata (G.Forst.) R.Br., 1810
- Alstonia curtisii King & Gamble, 1908
- Alstonia deplanchei Van Heurck & Müll.Arg., 1870
- Alstonia guanxiensis D.Fang & X.X.Chen, 1980
- Alstonia iwahigensis Elmer, 1912
- Alstonia lanceolata Van Heurck & Müll.Arg., 1871
- Alstonia lanceolifera S.Moore, 1921
- Alstonia legouixiae Van Heurck & Müll.Arg., 1870
- Alstonia lenormandii Van Heurck & Müll.Arg., 1870
- Alstonia macrophylla Wall. ex G.Don, 1837
- Alstonia mairei H.Lév., 1915
- Alstonia muelleriana Domin, 1928
- Alstonia neriifolia D.Don, 1825
- Alstonia odontophora Boiteau, 1977
- Alstonia parkinsonii (M.Gangop. & Chakrab.) Lakra & Chakrab., 2006
- Alstonia parvifolia Merr., 1905
- Alstonia penangiana Sidiyasa, 1998
- Alstonia pneumatophora Baker ex Den Berger, 1926
- Alstonia quaternata Van Heurck & Müll.Arg., 1870
- Alstonia rostrata C.E.C.Fisch., 1929
- Alstonia rubiginosa Sidiyasa, 1998
- Alstonia rupestris Kerr, 1937
- Alstonia scholaris (L.) R.Br., 1810 — Альстония чатиан
- Alstonia sebusi (Van Heurck & Müll.Arg.) Monach., 1949
- Alstonia spatulata Blume, 1826
- Alstonia spectabilis R.Br., 1810
- Alstonia sphaerocapitata Boiteau, 1977
- Alstonia venenata R.Br., 1810
- Alstonia vieillardii Van Heurck & Müll.Arg., 1870
- Alstonia vietnamensis D.J.Middleton, 2005
- Alstonia yunnanensis Diels, 1912 — Альстония юньнаньская